# Karlstads kommun
Karlstads kommun är en kommun i Värmlands län. Centralort är länets residensstad Karlstad.
Naturen i kommunen är mycket omväxlande. Vid kusten mot Vänern utgörs landskapet till stor del av öppen jordbruksmark och övergår i Vänern i ett skärgårdslandskap. Mot norr övergår landskapet i en kullig terräng. I nordöst utgörs landskapet av norrlandsterräng med sammanhängande skog. 
Historiskt har det lokala näringslivet byggt på import av salt och spannmål samt export av järn och trä. Den tidigare lokalt anknutna industrin, som främst var relaterad till den värmländska skogsnäringen, har vuxit och fått betydelse även globalt. Kommunen har en stor andel anställda inom den offentliga sektorn vilket kan härledas till att centralorten är residensstad och länscentrum.
Sedan kommunen bildades 1971 har befolkningstrenden varit positiv. 
Efter tolv år av blågrönt styre fick kommunen 2022 ett blocköverskridande styre bestående av Socialdemokraterna, Centerpartiet och Miljöpartiet.

## Administrativ historik
Kommunens område motsvarar socknarna: Alster, Grava (större delen), Karlstad, Nor, Nyed, Segerstad, Väse, Älvsbacka och Östra Fågelvik. I dessa socknar bildades vid kommunreformen 1862 landskommuner med motsvarande namn. I området fanns även Karlstads stad som 1863 bildade en stadskommun.
1934 uppgick Karlstads landskommun i Karlstads stad. Den 22 februari 1946 inrättades Molkoms municipalsamhälle i Nyeds landskommun. 1944 utbröts Forshaga köping ur Grava landskommun.
Vid kommunreformen 1952 bildades storkommunerna Nor (av de tidigare kommunerna Nor och Segerstad), Nyed (av Alster, Nyed och Älvsbacka) samt Väse (av Väse och Ölme) medan landskommunerna Grava och Östra Fågelvik samt Karlstads stad förblev oförändrade. Vid årsskiftet 1958/1959 upplöstes Molkoms municipalsamhälle.
1967 införlivades Östra Fågelviks landskommun i staden. Karlstads kommun bildades vid kommunreformen 1971 av Karlstads stad, Grava, Nors och Nyeds landskommuner samt en del ur Väse landskommun (Väse församling). 
Kommunen ingick från bildandet till 7 februari 2005 i Karlstads domsaga och ingår sen dess i Värmlands domsaga.

## Geografi
Karlstads kommun är belägen i de södra delarna av landskapet Värmland, vid Vänerns norra strand. Kommunen gränsar till Grums kommun i väster, Hammarö kommun i söder, Kristinehamns, Storfors och Filipstads kommuner i öster och Forshaga, Hagfors och Kils kommuner i norr samt har en maritim gräns till Säffle kommun i sydväst, alla i Värmlands län.

### Topografi och hydrografi
Naturen i kommunen är mycket omväxlande natur. Röda gnejser med inslag av hyperit dominerar berggrunden. Vid kusten mot Vänern utgörs landskapet till stor del av öppen jordbruksmark och övergår i Vänern i ett skärgårdslandskap med cirka 2 000 öar och skär. Mot norr övergår det öppna landskapet i en kullig terräng som är klädd med skog- och jordbruksmark samt  högmossar. I nordöst utgörs landskapet av norrlandsterräng med sammanhängande skog. I Norsälvens och Klarälvens forna fåror finns isälvsavlagringar som avsattes under  inlandsisens avsmältningsskede. I anslutning till isälvsdeltan finns större ravinlandskap.
Nedan presenteras andelen av den totala ytan 2020 i kommunen jämfört med riket.
|  | Bebyggelse (7,0 %) |

|  | Skog (64,4 %) |

|  | Öppen myrmark (4,8 %) |

|  | Jordbruksmark (19,5 %) |

|  | Övrig mark (4,3 %) |

|  | Bebyggelse (3,1 %) |

|  | Skog (68,0 %) |

|  | Öppen myrmark (7,2 %) |

|  | Jordbruksmark (7,4 %) |

|  | Övrig mark (14,3 %) |

### Naturskydd
År 2023 fanns 21 naturreservat i Karlstads kommun. Av dessa ligger fem av reservaten – Brattfors brandfält, Kittelfältet, Lungälvsravinerna, Geijersdalsmossen och Svartån – i Brattforshedens naturvårdsområde. Sandmarken i området är bevisen med hedtallskog. Där trivs arter som sandödla, nattskärra, trädlärka, mosippa och mellanlummer.

### Administrativ indelning
Fram till 2016 var kommunen för befolkningsrapportering indelad i sju församlingar:
- Alster-Nyedsbygdens församling
- Grava församling
- Karlstads domkyrkoförsamling
- Nor-Segerstads församling
- Norrstrands församling
- Väse-Fågelviks församling
- Västerstrands församling

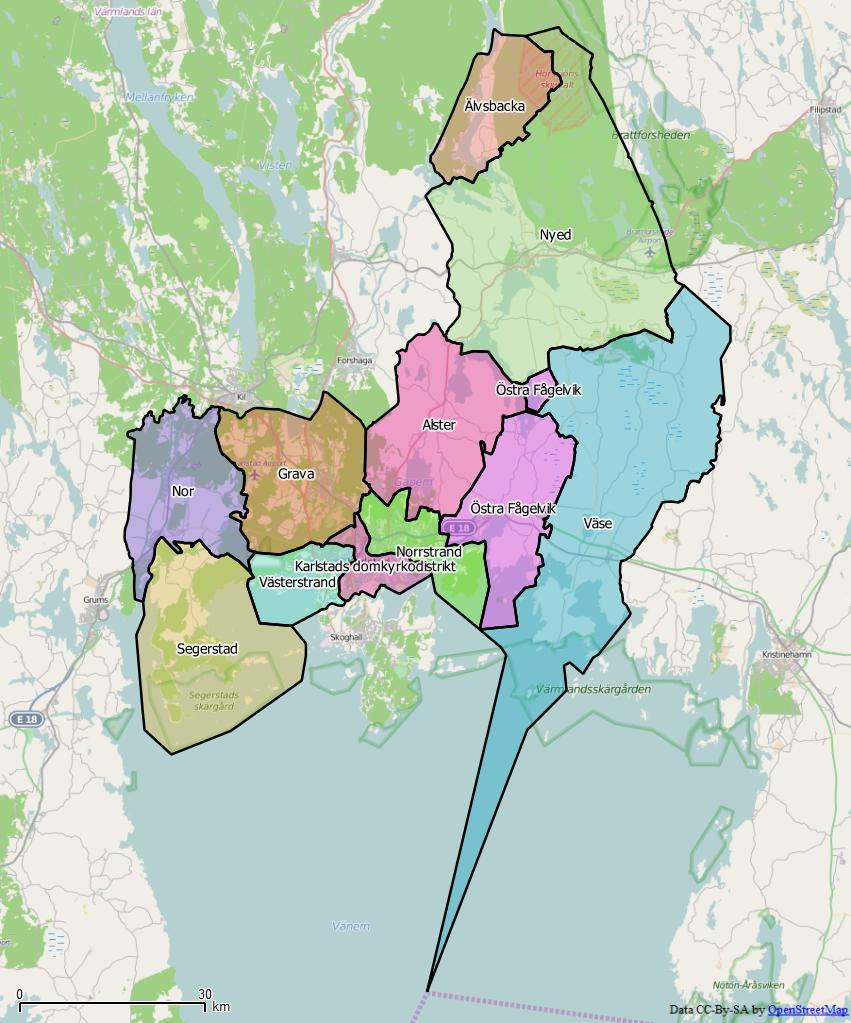
Distrikt inom Karlstads kommun

Från 2016 indelas kommunen istället i följande distrikt:

- Alster
- Grava
- Karlstads domkyrkodistrikt
- Nor
- Norrstrand
- Nyed
- Segerstad
- Väse
- Västerstrand
- Älvsbacka
- Östra Fågelvik

### Tätorter
| Tätort               | Folkmängd (2015) |
| -------------------- | ---------------- |
| Karlstad             | 61 498           |
| Skåre                | 5 444            |
| Råtorp               | 3 287            |
| Vålberg              | 2 848            |
| Skattkärr            | 1 979            |
| Molkom               | 1 896            |
| Alster               | 756              |
| Edsvalla             | 720              |
| Vallargärdet         | 648              |
| Väse                 | 519              |
| Edsgatan             | 346              |
| Edsvalla Övre bruket | 237              |
| Norsbron             | 211              |
| Blombacka            | 204              |

Centralorten är i fet stil.

## Styre och politik

### Styre
Mandatperioden 2010–2014 styrdes kommunen av en koalition bestående av Alliansen tillsammans med Miljöpartiet. Tillsammans samlade partierna 32 av 61 mandat i kommunfullmäktige. Samma koalition behöll makten även mandatperioden 2014–2018 och mandatperioden 2018–2022. Den senare perioden styrde dock koalitionen i minoritet. Efter 12 år fick Moderaterna 2022 ge upp ledarrollen i kommunen när en ny koalition bestående av Socialdemokraterna, Centerpartiet och Miljöpartiet tog över styret. Den nya koalitionen styr i minoritet.

### Kommunfullmäktige

#### Presidium
| Presidium 2022–2026    | Presidium 2022–2026 | Presidium 2022–2026 |
| ---------------------- | ------------------- | ------------------- |
| Ordförande             | S                   | Monica Gundahl      |
| Förste vice ordförande | M                   | Anders Knape        |
| Andre vice ordförande  | S                   | Blåvitt Elofsson    |

Källa:

#### Mandatfördelning 1970–2022
|  | 29 | 11 | 10 | 9 |

| 54 |

|  | 29 | 15 | 6 | 9 |

| 51 | 10 |

|  | 26 | 13 | 8 | 12 |

| 45 | 16 |

| 3 | 27 | 10 | 6 | 15 |

| 38 | 23 |

|  | 28 |  | 8 | 4 | 17 |

| 40 | 21 |

|  | 27 | 4 | 5 | 8 | 15 |

| 44 | 17 |

| 3 | 27 | 4 | 6 | 7 | 14 |

| 38 | 23 |

|  | 23 |  |  |  | 5 | 6 | 3 | 16 |

| 40 | 21 |

| 4 | 26 | 4 |  | 4 | 4 |  | 15 |

| 35 | 26 |

| 6 | 23 | 4 | 3 | 4 | 5 | 16 |

| 35 | 26 |

| 4 | 25 |  |  | 4 | 8 | 5 | 12 |

| 35 | 26 |

| 4 | 23 | 4 |  | 5 | 4 | 4 | 15 |

| 36 | 25 |

| 4 | 23 | 5 |  | 3 | 4 | 3 | 17 |

| 31 | 30 |

| 4 | 22 | 6 | 4 | 3 | 4 | 4 | 14 |

| 30 | 31 |

| 5 | 18 | 4 | 3 | 7 | 5 | 4 | 3 | 12 |

| 33 | 28 |

| 4 | 22 | 3 |  | 8 | 4 | 3 | 3 | 12 |

| 34 | 27 |

För valresultat äldre än 1970, se tidigare kommuner; Karlstads stad, Östra Fågelvik, Nyed, Nor, Grava, Väse.

### Nämnder

#### Kommunstyrelse
| Presidium 2022–2026    | Presidium 2022–2026 | Presidium 2022–2026 |
| ---------------------- | ------------------- | ------------------- |
| Ordförande             | S                   | Linda Larsson       |
| Förste vice ordförande | M                   | Alexander Torin     |
| Andre vice ordförande  | C                   | Frida Pettersson    |

Källa:

#### Lista över kommunstyrelsens ordförande
| Namn | Namn                     | Tillträdde        | Avgick            |
| ---- | ------------------------ | ----------------- | ----------------- |
|      | Nils Wallander (S)       | 1 januari 1971    | 31 december 1976  |
|      | Torsten Svensson (C)     | 1 januari 1977    | 31 december 1979  |
|      | Lennart Pettersson (M)   | 1 januari 1980    | 31 december 1982  |
|      | Berit Persson (S)        | 1 januari 1983    | 19 september 1985 |
|      | Alf Höglund (S)          | 20 september 1985 | 31 december 1985  |
|      | Lennart Pettersson (M)   | 1 januari 1986    | 1 december 1988   |
|      | Alf Höglund (S)          | 1 januari 1989    | 16 juni 1991      |
|      | Alf Johansson (S)        | 17 juni 1991      | 31 oktober 1991   |
|      | Anders Knape (M)         | 1 november 1991   | 31 oktober 1994   |
|      | Alf Johansson (S)        | 1 november 1994   | 31 oktober 1998   |
|      | Lena Melesjö Windahl (S) | 1 november 1998   | 1 november 2001   |
|      | Anders Knape (M)         | 2 november 2001   | 31 oktober 2002   |
|      | Lena Melesjö Windahl (S) | 4 november 2002   | 31 oktober 2010   |
|      | Per-Samuel Nisser (M)    | 1 november 2010   | 21 oktober 2022   |
|      | Linda Larsson (S)        | 21 oktober 2022   |                   |

#### Övriga nämnder
| Nämnd                                 | Ordförande | Ordförande              | Vice ordförande | Vice ordförande          | Andre vice ordförande | Andre vice ordförande |
| ------------------------------------- | ---------- | ----------------------- | --------------- | ------------------------ | --------------------- | --------------------- |
| Arbetsmarknads- och socialnämnden     | S          | Anna Dahlén Gauffin     | M               | Lotta Björklund          | MP                    | Sadar Madwar          |
| Barn- och utbildningsnämnden          | S          | Lina Larhult            | M               | Rebecka Ingsmy           | C                     | Marie Persson         |
| Gymnasie- och vuxenutbildningsnämnden | C          | Anders Peterson         | KD              | Fredrik Roos             | S                     | Liselotte Siivonen    |
| Vård- och omsorgsnämnden              | S          | Stefan Jonsson          | KD              | Erik Nilsson             | C                     | Anita Hall            |
| Kultur- och fritidsnämnden            | MP         | Robert Halvarsson       | M               | Patrik Haasma            | S                     | Maria Rydberg         |
| Miljönämnden                          | MP         | Cecilia Boman Lindström | L               | Sara Gunnarsson          | S                     | Ferman Brodrej        |
| Stadsbyggnadsnämnden                  | S          | Anders Tallgren         | L               | Niklas Wikström          | C                     | Carola Bolmstedt      |
| Teknik- och fastighetsnämnden         | MP         | Monika Bubholz          | M               | Christian Holm Barenfeld | S                     | Nathalie Björfeldt    |
| Omvärldsnämnden                       | S          | Monica Gundahl          | M               | Anders Knape             | S                     | Blåvitt Elofsson      |
| Valnämnden                            | S          | Marianne Wreifors       | M               | Gunnar Ordell            |                       |                       |

### Internationella relationer

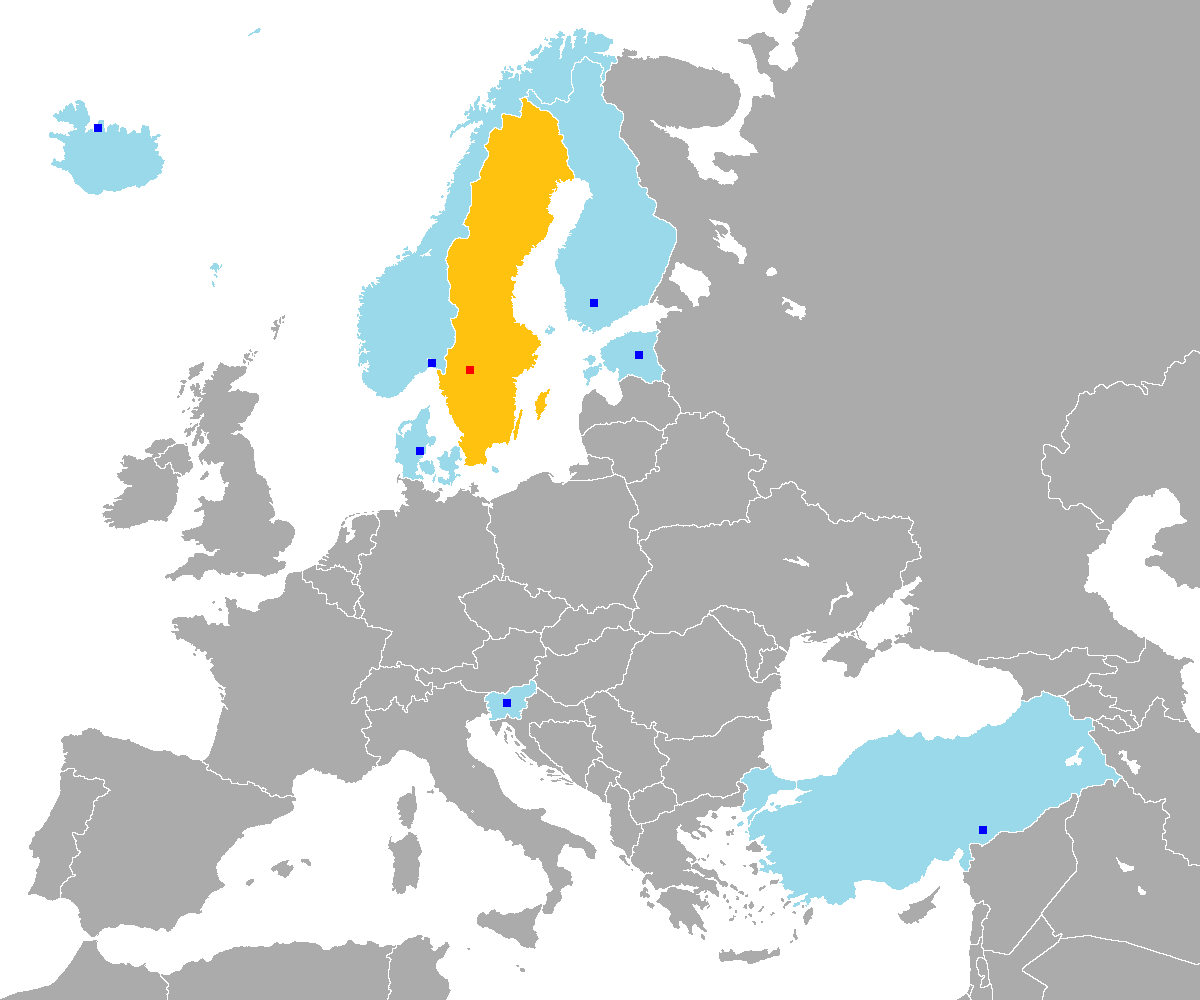
Karlstads vänorter och twin cities på en Europakarta.

År 2023 hade Karlstads kommun fem vänorter och en twin city. Vänorterna var:
- Horsens kommun, Danmark
- Nokia, Finland
- Blönduós, Island
- Moss kommun, Norge
- Jõgeva, Estland

Twin city var:
- Gaziantep, Turkiet

## Ekonomi och infrastruktur

### Näringsliv
Historiskt har det lokala näringslivet byggt på import av salt och spannmål samt export av järn och trä. Den tidigare lokalt anknutna industrin, som främst var relaterad till den värmländska skogsnäringen, har vuxit och fått betydelse även globalt. I början av 2020-talet var det dominerande företaget papperskoncernen Valmet AB, före detta Karlstads Mekaniska Werkstad. Ett annat nämnvärt företag i kommunen är Löfbergs Lila AB.
Området som utgör kommunen har även en stor andel anställda inom den offentliga sektorn vilket kan härledas till att centralorten  är residensstad och länscentrum. Andra offentliga förvaltningar med verksamhet i kommunen är Myndigheten för samhällsskydd och beredskap (MSB), Plikt- och prövningsverket, Karlstads universitet. Andra större arbetsgivare är exempelvis nöjesparken Mariebergsskogen. I kommunen finns också en av Sveriges största insjöhamnar.

### Infrastruktur

#### Transporter
I öst-västlig riktning genomkorsas kommunen av E18. Från Karlstad utgår riksväg 61 mot nordväst, riksväg 62 mot norr och riksväg 63 mot nordöst. Vid den östra kommungränsen avtar länsväg 240 från europavägen norrut.
Värmlandsbanan genomkorsar också kommunen i öst-västlig riktning och trafikeras av SJ:s och Tågåkeriet i Bergslagen:s (TÅGAB) fjärrtåg samt av Värmlands regionaltåg som stannar vid Väse, Välsviken och Karlstads centralstation.

#### Utbildning
År 2023 fanns tre kommunala gymnasieskolor i kommunen: Nobelgymnasiet, Sundsta-Älvkullegymnasiet och Tingvallagymnasiet. Det fanns även 10 fristående gymnasieskolor, däribland Drottning Blankas Gymnasieskola, NTI Gymnasiet, Realgymnasiet och Thorén Business School.
Vid Karlstads universitet studerade cirka 18 500 studenter (2022) vid totalt 80 program och 750 fristående kurser. Samtidigt hade universitetet 266 forskarstuderande. Samma år, 2022, uppgick andelen i åldersgruppen 25-64 år med minst tre års eftergymnasial utbildning till 33,9 procent. Genomsnittet i riket var 30,3 procent.

## Befolkning

### Demografi

#### Befolkningsutveckling
Kommunen har 98 084 invånare (31 december 2024), vilket placerar den på 23:e plats avseende folkmängd bland Sveriges kommuner.
| Befolkningsutvecklingen i Karlstads kommun 1810–2020                                             | Befolkningsutvecklingen i Karlstads kommun 1810–2020 | Befolkningsutvecklingen i Karlstads kommun 1810–2020 | Befolkningsutvecklingen i Karlstads kommun 1810–2020 | Befolkningsutvecklingen i Karlstads kommun 1810–2020 |
| ------------------------------------------------------------------------------------------------ | ---------------------------------------------------- | ---------------------------------------------------- | ---------------------------------------------------- | ---------------------------------------------------- |
|                                                                                                  |                                                      |                                                      |                                                      |                                                      |
| År                                                                                               |                                                      |                                                      | Folkmängd                                            |                                                      |
| 1810                                                                                             | 1810                                                 |                                                      | 19 154                                               |                                                      |
| 1850                                                                                             | 1850                                                 |                                                      | 28 453                                               |                                                      |
| 1900                                                                                             | 1900                                                 |                                                      | 38 502                                               |                                                      |
| 1910                                                                                             | 1910                                                 |                                                      | 40 382                                               |                                                      |
| 1920                                                                                             | 1920                                                 |                                                      | 46 248                                               |                                                      |
| 1930                                                                                             | 1930                                                 |                                                      | 49 624                                               |                                                      |
| 1940                                                                                             | 1940                                                 |                                                      | 52 734                                               |                                                      |
| 1950                                                                                             | 1950                                                 |                                                      | 62 678                                               |                                                      |
| 1960                                                                                             | 1960                                                 |                                                      | 72 925                                               |                                                      |
| 1970                                                                                             | 1970                                                 |                                                      | 72 456                                               |                                                      |
| 1975                                                                                             | 1975                                                 |                                                      | 72 369                                               |                                                      |
| 1980                                                                                             | 1980                                                 |                                                      | 74 068                                               |                                                      |
| 1985                                                                                             | 1985                                                 |                                                      | 74 439                                               |                                                      |
| 1990                                                                                             | 1990                                                 |                                                      | 76 467                                               |                                                      |
| 1995                                                                                             | 1995                                                 |                                                      | 78 468                                               |                                                      |
| 2000                                                                                             | 2000                                                 |                                                      | 80 323                                               |                                                      |
| 2005                                                                                             | 2005                                                 |                                                      | 82 096                                               |                                                      |
| 2010                                                                                             | 2010                                                 |                                                      | 85 753                                               |                                                      |
| 2015                                                                                             | 2015                                                 |                                                      | 89 245                                               |                                                      |
| 2020                                                                                             | 2020                                                 |                                                      | 94 828                                               |                                                      |
| Anm: All statistik baserar sig på dagens kommungräns. Alla år är baserade efter den 31 december. |                                                      |                                                      |                                                      |                                                      |

#### Utländsk bakgrund
Den 31 december 2014 utgjorde antalet invånare med utländsk bakgrund (utrikes födda personer samt inrikes födda med två utrikes födda föräldrar) 12 355, eller 13,98 % av befolkningen (hela befolkningen: 88 350 den 31 december 2014). Den 31 december 2002 utgjorde antalet invånare med utländsk bakgrund enligt samma definition 7 691, eller 9,50 % av befolkningen (hela befolkningen: 80 934 den 31 december 2002).

#### Invånare efter de vanligaste födelseländerna
Den 31 december 2014 utgjorde folkmängden i Karlstads kommun 88 360 personer. Av dessa var 9 664 personer (10,9 %) födda i ett annat land än Sverige. I denna tabell har de nordiska länderna samt de 12 länder med flest antal utrikes födda (i hela riket) tagits med. En person som inte kommer från något av de här 17 länderna har istället av Statistiska centralbyrån förts till den världsdel som deras födelseland tillhör.
| Födelseland      | Födelseland                       | Födelseland |
| ---------------- | --------------------------------- | ----------- |
| 31 december 2014 |                                   |             |
| 1                | Sverige                           | 78 686      |
| 2                | Irak                              | 1 351       |
| 3                | Europeiska unionen: Övriga länder | 998         |
| 4                | Asien: Övriga länder              | 894         |
| 5                | Norge                             | 817         |
| 6                | Finland                           | 615         |
| 7                | Iran                              | 590         |
| 8                | Afrika: Övriga länder             | 402         |
| 9                | Bosnien och Hercegovina           | 390         |
| 10               | Europa utom EU: Övriga länder     | 385         |
| 11               | / SFR Jugoslavien/FR Jugoslavien  | 347         |
| 12               | Turkiet                           | 330         |
| 13               | Polen                             | 318         |
| 14               | Sydamerika                        | 313         |
| 15               | Thailand                          | 308         |
| 16               | Tyskland                          | 303         |
| 17               | Nordamerika                       | 253         |
| 18               | Afghanistan                       | 243         |
| 19               | Syrien                            | 231         |
| 20               | Somalia                           | 217         |
| 21               | Kina                              | 139         |
| 22               | Danmark                           | 132         |
| 23               | Oceanien                          | 30          |
| 24               | Sovjetunionen                     | 29          |
| 25               | Island                            | 26          |
| 26               | Okänt födelseland                 | 3           |

## Kultur

### Kulturarv
Alsterdalen är ett område som är utvalt som riksintresse för kulturmiljövården. Enligt Länsstyrelsen i Värmlands län så representerar området "värmländsk herrgårdskultur med anknytningar till litteratur och bruksrörelse". Alsterdalen är starkt förknippad med Gustaf Frödings poesi. Kommunen har även tagit fasta på områdets anknytning till Fröding genom att årligen dela ut ett kulturstipendium till Gustaf Frödings minne.

### Kommunsymboler

#### Kommunvapen
Blasonering: I fält av silver den högra hälften av en blå örn med röd beväring mellan två höga, med spetsiga huvar försedda röda torn.
Vapnet går tillbaka på ett sigill i privilegiebrevet för Karlstads stad från 1584. Vapnet fastställdes av Kungl Maj:t 1949. Efter kommunbildningen 1971 valde man den namngivande enhetens vapen, vilket registrerades hos Patent- och registreringsverket 1974. Även Nor och Nyed hade vapen, men de förlorade sin giltighet.

Nors landskommun (1956–1970)
Nyeds landskommun (1954–1970)

#### Logotyp
Kommunen använder nästan aldrig sitt registrerade vapen för att representera sig. Sedan 1989 använder man i stället en tecknad sol. Den går tillbaka till begreppet "Sola i Karlstad". Den ritades av illustratören Lasse Sandberg till Karlstads stads 400-årsjubileum 1984. Sedan 1989 används den som officiell kommunsymbol med motiveringen att "Karlstad är en lite gladare kommun där invånarna har ett glatt och öppet sinne och där solen skiner lite oftare än på många andra platser".